# 76号州际公路 (俄亥俄州至新泽西州)
76号州际公路（英語：Interstate 76）是一条东西方向的州际公路。该公路连接了新泽西州肯顿和俄亥俄州梅迪纳县，全长434.87英里。